# ريكي سيمون
ريكي سيمون (بالإنجليزية: Ricky Simón؛ مواليد 31 أغسطس 1992) هو مُقاتل فنون قتالية مختلطة أمريكي.

## وصلات خارجية
- ريكي سيمون على موقع يو إف سي (الإنجليزية)
- ريكي سيمون على موقع شيردوغ (الإنجليزية)
- ريكي سيمون على موقع Tapology.com (الإنجليزية)
- ريكي سيمون على موقع IMDb (الإنجليزية)